# Odontoconus setosus
Odontoconus setosus är en insektsart som beskrevs av Sigfrid Ingrisch 1998. Odontoconus setosus ingår i släktet Odontoconus och familjen vårtbitare. Inga underarter finns listade i Catalogue of Life.